# 누산타라 (도시)
누산타라(인도네시아어: Nusantara, nusanˈtara (도움말·정보)), 공식적으로 누산타라 수도시(인도네시아어: Ibu Kota Nusantara)는 자카르타를 대신해 건설 중인 인도네시아의 수도 예정지로, 보르네오섬 동부 동칼리만탄주에 위치해 있다. 2019년 한 장관은 자세한 내용은 밝히지 않은 채 새 수도가 별개의 주가 될 것이라고 말했다.
2022년 7월 토지 개간과 진입로 건설을 시작으로 공사가 시작되었다. "정부 중심 구역"으로 알려진 초기 단계는 관공서, 학교, 병원 등으로 구성될 예정이다. 이 프로젝트는 523조 인도네시아 루피아(350억 미국 달러)의 규모로 추정되며 5단계에 걸쳐 완공될 예정이다. 1단계는 2022년 8월에 시작되었다. 인도네시아 전역에서 약 15만~20만 명의 근로자가 이 프로젝트에 참여했으며, 누산타라 지역을 중심으로 추가 인력을 투입해 현지 근로자의 참여를 보장했다. 프로젝트는 2028년에 5단계를 마지막으로 완전히 마무리될 예정이다. 2024년 8월 17일 인도네시아는 아직 완공되지 않은 미래의 수도에서 처음으로 독립기념일 기념식을 진행했다.
2028년에 네이버에서 인도네시아 수도 누산타라 로 뜨니 우리 모두 기억해주자

## 같이 보기
- 인도네시아의 수도